# ウライラット・ソイミー
ウライラット・ソイミー (Urairat Soimee、タイ語: อุไรรัตน์ สร้อยมี、1968年 - 2006年5月) は日本における人身売買の犠牲者だった。出身地はタイ王国にあるペッチャブーン県ロムサック郡で、のち三重県四日市市に住んでいて、そこで売春をさせられた。その監視役の女性を死亡させたとして強盗致死罪で起訴され日本の刑務所での懲役を科されたが、末期状態の卵巣癌と診断され、2005年9月に釈放され、タイに帰って最期を家族とともに過ごすことが許可された。帰国した彼女は、自分を売った人身売買グループに対してタイに前例のないといわれていた民事訴訟を起こした。しかし2006年5月、判決が下される前に死亡した。38歳であった。彼女の養母は彼女の代わりに訴訟を続けたいと発表した。

## 背景
ウライラット・ソイミーはタイのペッチャブーン県のロムサック郡で生まれた。彼女には交通事故のケガのために障害を抱えていた夫と3人の子供がいた。住んでいた村の多くの女性のように、彼女は貧しく、学校教育は少ししか受けていなかった。彼女のニックネームはタイ語で「蓮の花」を意味する "Bua"（ブア）だった。
近くに住んでいた、母の幼馴染でお金持ちだった人物 (以下、A) に、日本で仕事をするために雇用された。Aは、自分が日本人と結婚していて、日本にある自分が経営しているタイ料理のレストランでウェイトレスとして働いてほしい、という話をウライラットにした。ウライラットはラジオやテレビも持っておらず、また教育経験が少なかったため、タイ人女性がだまされて海外で売春をさせられる事例があったことを知らなかった。 

## 強制売春
ウライラットは2000年2月に日本に着き、あるタイ人女性 (以下、B) とその夫によって三重県四日市市に連れられて、これから売春婦として働かなければならないということを告げられた。また、5か月以内に借金は返済でき、自由の身になれるとも言われた。この期間に彼女は他のタイ人女性と共にアパートに閉じ込められ、売春斡旋業者のBによってホテルの部屋に連れて行かれて、客と性行為をさせられた。1日に3人から6人ぐらいの客と会ったという。生理中のときでも、ひどい痛みが伴った性病にかかったときも強制された。しかし2000年7月18日、5か月の終わりにウライラットは、日本の別の暴力団に売られたので借金の額が増え、解放されないとBに言われた。 そのとき、彼女は脱出をはかるために、友人のタイ人男性（以下、C) と、もう1人のタイ人女性 (以下、D) に連絡した。     

## 脱出と拘置
Bの殺害とウライラットの脱出にまつわる情況は明白でない。『バンコック・ポスト』紙とのインタビューでは、タイ人の友人Cがウライラットの脱出を援助するためにアパートにやってきて、最終的にBが暴力団に通報しないようにCが殺害した、とウライラットが主張した。しかし、共同通信の報道によると、日本の検察はウライラットがBの頭部を瓶で打って殺害したということで、強盗致死容疑で起訴したとのことだった。
検察はウライラットに懲役12年を求刑した。人権擁護団体の反対にもかかわらず、Cは殺人罪で10年の懲役、ウライラットは強盗致死罪で7年の懲役を科されることになった。ウライラットは第一審の判決が2003年5月7日に津地裁で下されたあと控訴したが、2004年7月8日の名古屋高裁における第二審判決、2004年11月26日の最高裁からの上告棄却を経て刑が確定した。
だが獄中で、ウライラットは卵巣癌にかかっていることがわかり、最期をタイで家族と過ごせるよう解放された。 

## 訴訟と最期
ウライラットとDをだまして日本に行かせた人身売買グループの3人組（Aとその両親）は刑事法廷で13年の懲役を宣告された。また、ウライラットは3人に対して4.6百万バーツの民事訴訟を起こした。報道によると、タイでこのような訴訟は前例がほとんどないという。しかし、ウライラットは2006年5月に判決が下される前に死亡した。彼女の養母のラムヤイ・カエウケルド (Lamyai Kaewkerd) は、彼女のために法廷で戦い続けることを誓った。タイに帰国したウライラットは人身売買反対運動に加わって大きく貢献した。他の犠牲者に対して、公に自分らの存在を示すように説得する運動を主導した。2006年3月の国際婦人デーに、彼女はタイ政府の社会開発・人間の安全保障省から、人身売買撲滅のための努力をたたえる賞をもらった。報道によると、ウライラットは次のように発言した。「私の願いは、政府など、あらゆる関係する機関が、麻薬乱用対策と同じように人身売買に対して断固とした対策をとってほしいということです。最後の願いをかなえてほしい。私のためだけではなく、 一般の女性のための願いです。彼女たちが私のように、地獄のような体験をさせられなくてすむように。」   